# Tượng sống

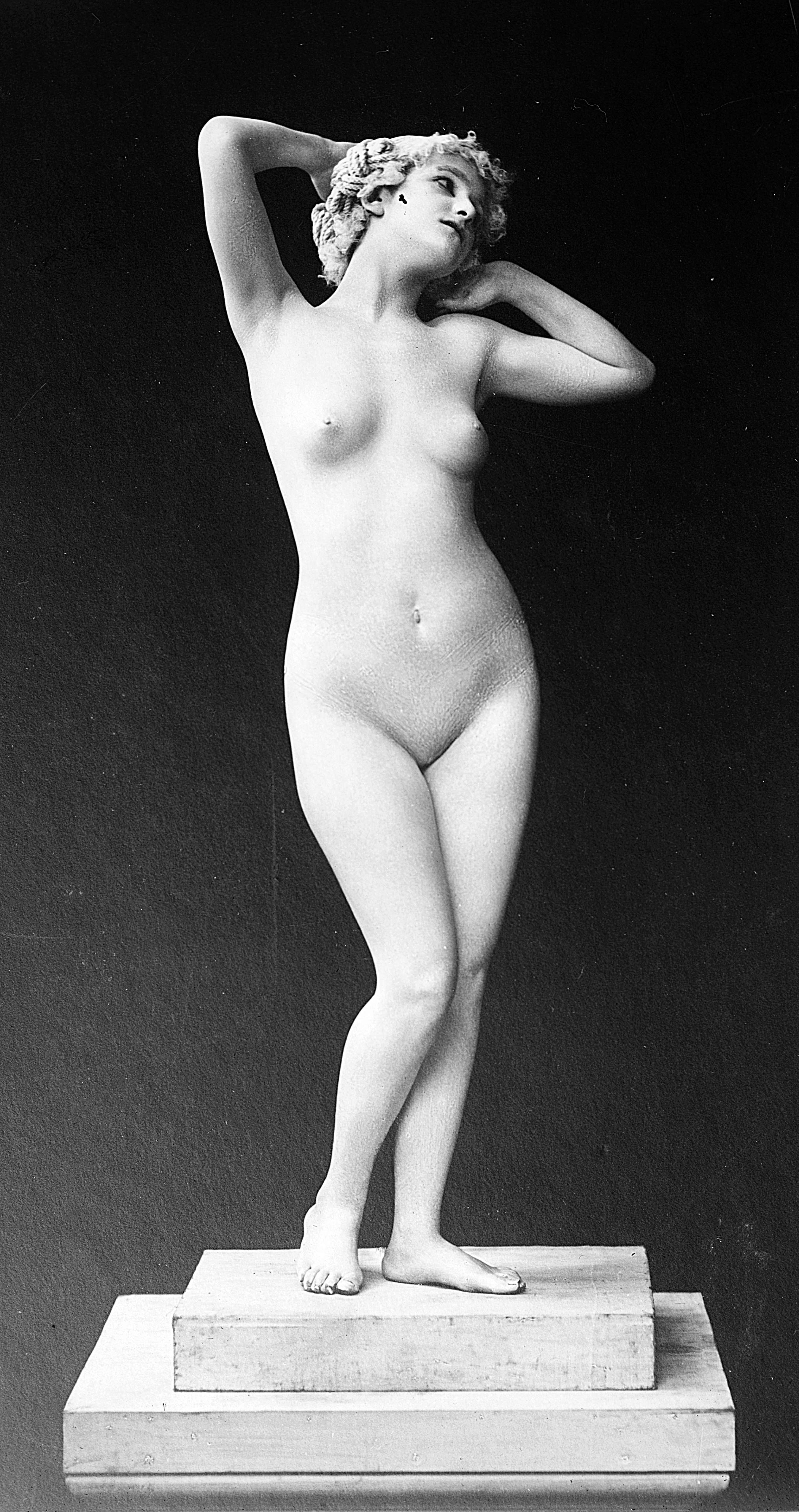
Tượng sống do nữ diễn viên người Đức Olga Desmond (1891-1964) đóng vai tại chương trình nghệ thuật "Evenings of Beauty"

Tượng sống là một loại hình nghệ thuật trình diễn rất phổ biến trong nghệ thuật đường phố. Một bức tượng sống được hình thành bởi một hay nhiều nghệ sĩ được cải trang một  cách khéo léo để trông như một trông giống như một tác phẩm điêu khắc thực sự. Điều này đạt được bằng cách sử dụng các chất liệu và sơn đặc biệt hóa trang. Các nghệ sĩ và trang phục của họ xuất hiện với màu sắc của đá, đồng, đá cẩm thạch hoặc các chất liệu khác. Nghệ thuật này đòi hỏi rất nhiều ở sự tập trung và độ bền người nghệ sĩ đường phố để có thể đứng bất động với một tư thế trong khoảng thời gian khá dài có khi đến vài giờ. Người biểu diễn tượng sống gọi là nhân tượng.

## Lịch sử

### Sự xuất hiện

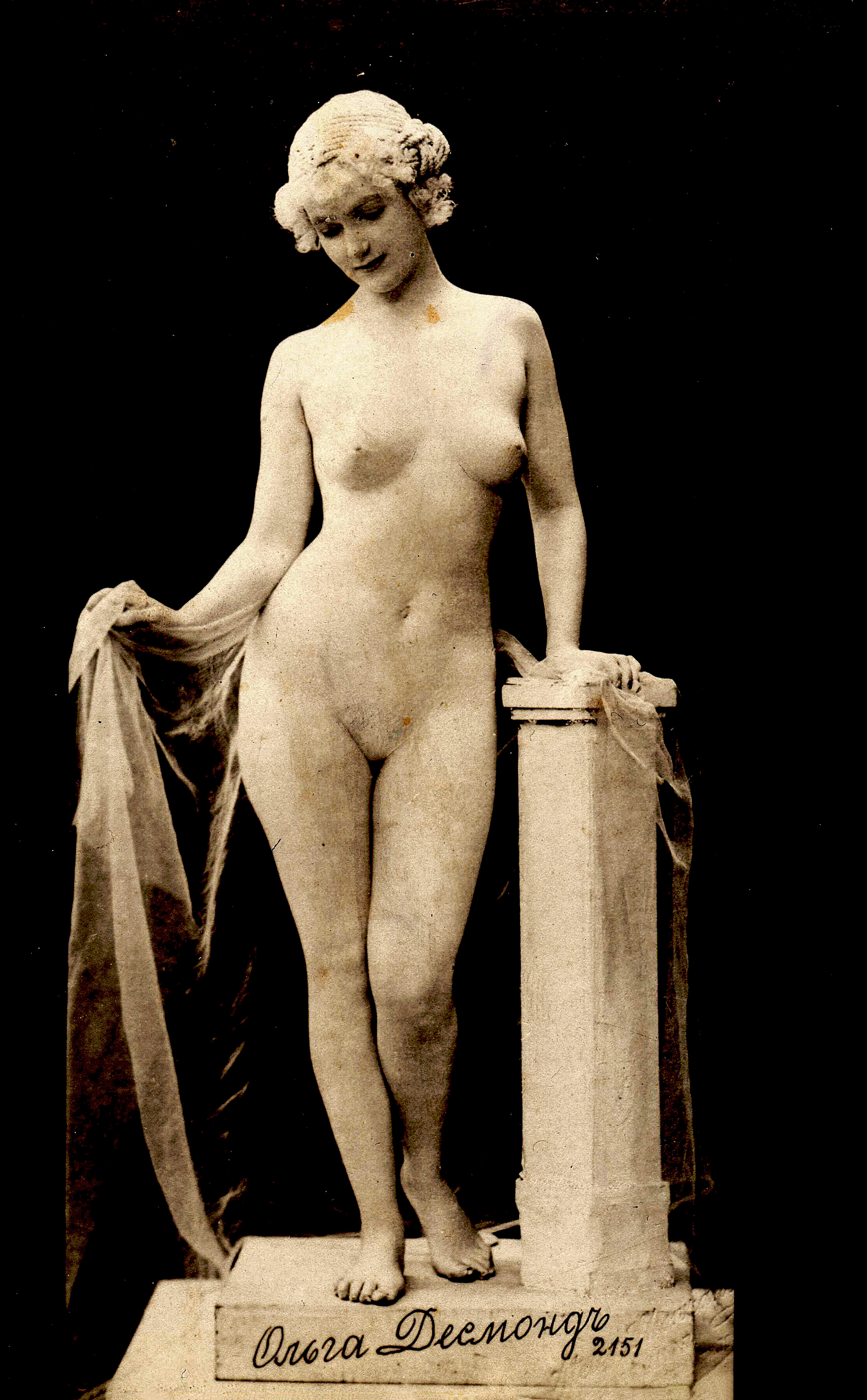
Olga Desmond làm tượng sống có lẽ khoảng năm 1908 khi cô xuất hiện ở Sankt-Peterburg.

Các pho tượng sống hiện đại đầu tiên xuất hiện đầu tiên vào thế kỷ19 dưới hình thức xiếc nghệ thuật trình diễn. Trong đó nhiều người bắt đầu như những pho tượng miêu tả của sự ra đời của Chúa Kitô, nghệ thuật này đã được biểu diễn nhiều hơn trong các đoàn kịch lưu diễn đi qua nhiều quốc gia và trên thế giới.

### Những người tiên phong
- Ông bầu ngành công nghiệp biểu diễn Mỹ P.T. Barnum (1810-1891) được biết đã sử dụng những bức tượng sống trong một phần của tiết mục ông vào những năm 1840[3]
- Nữ diễn viên, vũ công người Đức đầu của thế kỷ 20 Olga Desmond khi biểu diễn trong chương trình nghệ thuật "những buổi tối của sắc đẹp" (Evenings of Beauty) cô thường khỏa thân làm hình ảnh sống trình diễn thành các tác phẩm nghệ thuật cổ điển.[4]
- Nhóm đôi nghệ sĩ London nổi tiếng Gilbert và George (Nghệ sĩ người Anh George Passmore và nghệ sĩ Ý Gilbert Prousch)đã  bắt đầu sự nghiệp của họ được gọi là "ca hát và tác phẩm điêu khắc sống" với ca khúc "Underneath the Arches" tại phòng trưng bày Nigel Greenwood vào năm 1970, họ được phủ trong chất liệu kim loại biểu diễn bài hát về những người đàn ông vô gia cư ngủ dưới vòm đường sắt trong thời kỳ Đại khủng hoảng[5].

### Các sự kiện gần đây
- Cuộc thi vô địch tượng sống được tổ chức hàng năm tại Arnhem, Hà Lan. Năm 2011, lễ hội chạy diễn ra từ ngày 28 đến 29 tháng Tám với khoảng 300 000 khách thăm và 300 pho tượng sống [6](bao gồm cả nghiệp dư và trẻ em).
- Trường Đại học Kinh doanh và Khoa học Xã hội tại thành phố Buenos Aires, Argentina đã tổ chức một cuộc thi quốc gia về tượng sống kể từ năm 2000.